# Чёрное солнце (фильм, 2007)
«Чёрное солнце» (итал. Il sole nero) — итальянско-французская драма польского режиссёра Кшиштофа Занусси с актёрами Валерией Голино и Каспаром Каппарони в главных ролях. Сценарий фильма основан на одноимённом романе Рокко Фамильяри. Съёмки фильма проходили в Катании, Сиракузе и Папиньо (коммуна Терни).

## Сюжет
Агата (Валерия Голино) и Манфреди (Лоренцо Балдуччи), молодая счастливая пара, беззаботно проводят солнечное утро в роскошной квартире. В это время в противоположном доме в убогой обстановке от ломки страдает наркоман (Каспар Каппарони). Его бесят резвящиеся молодожёны и он несколько раз хватается за ружьё, и если первый раз он не решается и стреляет в кошку, то во второй раз он делает точный выстрел.

## В ролях
- Валерия Голино — Агата
- Каспар Каппарони — Сальво
- Лоренцо Балдуччи — Манфреди
- Тони Берторелли — инспектор
- Виктория Дзинни — Филиппа